# Anna Maria Türpe
Dra. Profª Anna Maria Türpe ( n. 1936 ) es una botánica, agrostóloga, curadora, andinista, y taxónoma argentina. Ha desarrollado actividad científica en el "Departamento de Botánica", de la Fundación Miguel Lillo, y la Universidad Nacional de Tucumán, en taxonomía de plantas nativas americanas.

## Algunas publicaciones
- Anna María Türpe. 1970. Sobre la anatomía foliar de Jansenella griffithiana (Müll.Hal.) Bor (Poaceae: Arundinelleae). Volumen 51, N.º 3-4 de Seckenbergiana biologica, 9 pp.

### Libros
- Anna María Türpe. 1975. Los géneros de gramíneas de la Provincia de Tucumán (Argentina). Volumen 24 de Opera Lilloana. Editor Ministerio de Cultura y Educación, Fundación Miguel Lillo, 203 pp.

- hans joachim Conert, anna maria Turpe. 1974. Revision Der Gattung Schismus (Poaceae Arundinoideae Danthonieae). Volumen 532 de Abhandlungen (Senckenbergische Naturforschende Gesellschaft). Editor W. Kramer, 81 pp. ISBN 3782925327

- -------------------------. 1973. Novedades en gramíneas para la flora argentina. Editor Universidad Nacional de Tucumán, Fundación Miguel Lillo, 292 pp.

- hans joachim Conert, anna maria Turpe. 1969. Karrochloa, eine neue Gattung der Gramineen (Poaceae, Arundinoideae, Danthonieae). 30 pp.

## Honores
Miembro de
- Sociedad Argentina de Botánica[3]

- La abreviatura «Türpe» se emplea para indicar a Anna Maria Türpe como autoridad en la descripción y clasificación científica de los vegetales.[4]